# Чернолобый сорокопут
Черно́лобый сорокопу́т, или сре́дний сорокопу́т (лат. Lanius minor) — небольшая певчая птица из семейства сорокопутовых. Во внешнем облике имеет много общего с другими представителями рода — серым и пустынным сорокопутами, выделяясь меньшими размерами и более широкой «натянутой на лоб» чёрной «маской». Гнездится в полузасушливых регионах Южной, Восточной Европы и в Азии к востоку до Омска и западного Алтая. Зимует в Африке в пустыне Калахари и прилегающих к ней районах. Места обитания часто связаны с агроландшафтами, где имеются открытые низкотравные пространства с хотя бы редкими посадками древесной растительности — пастбищами, окраинами полей, садами, парками, степными лесополосами. Кроме того, селится по берегам речек и склонам балок, на опушках и открытых полянах. Зимние биотопы — саванны с порослью акации и колючих кустарников.
Питается насекомыми, главным образом жуками. Гнездится один раз в год с мая по июнь. В кладке обычно 5—7 зеленоватых с пятнами яиц. Немногочисленный, спорадично распространённый вид.

## Описание

### Внешний вид

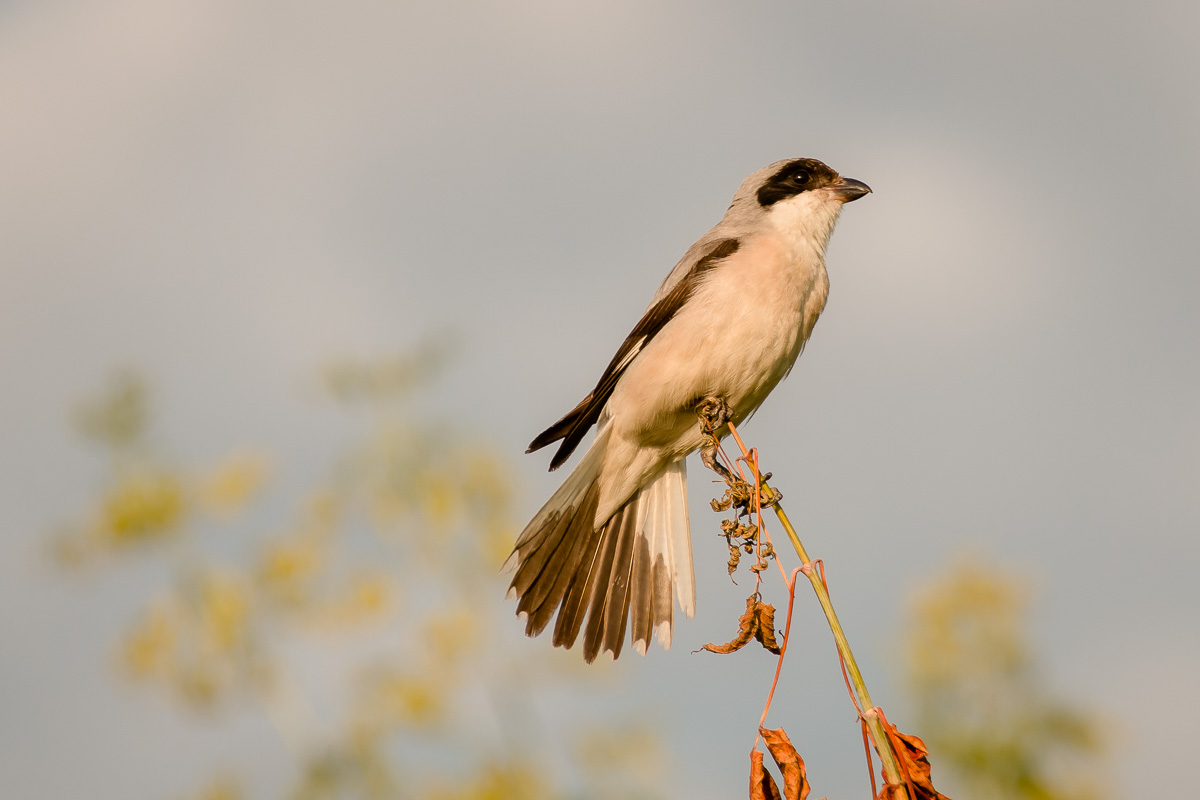
Lanius minor (Чернолобый сорокопут)

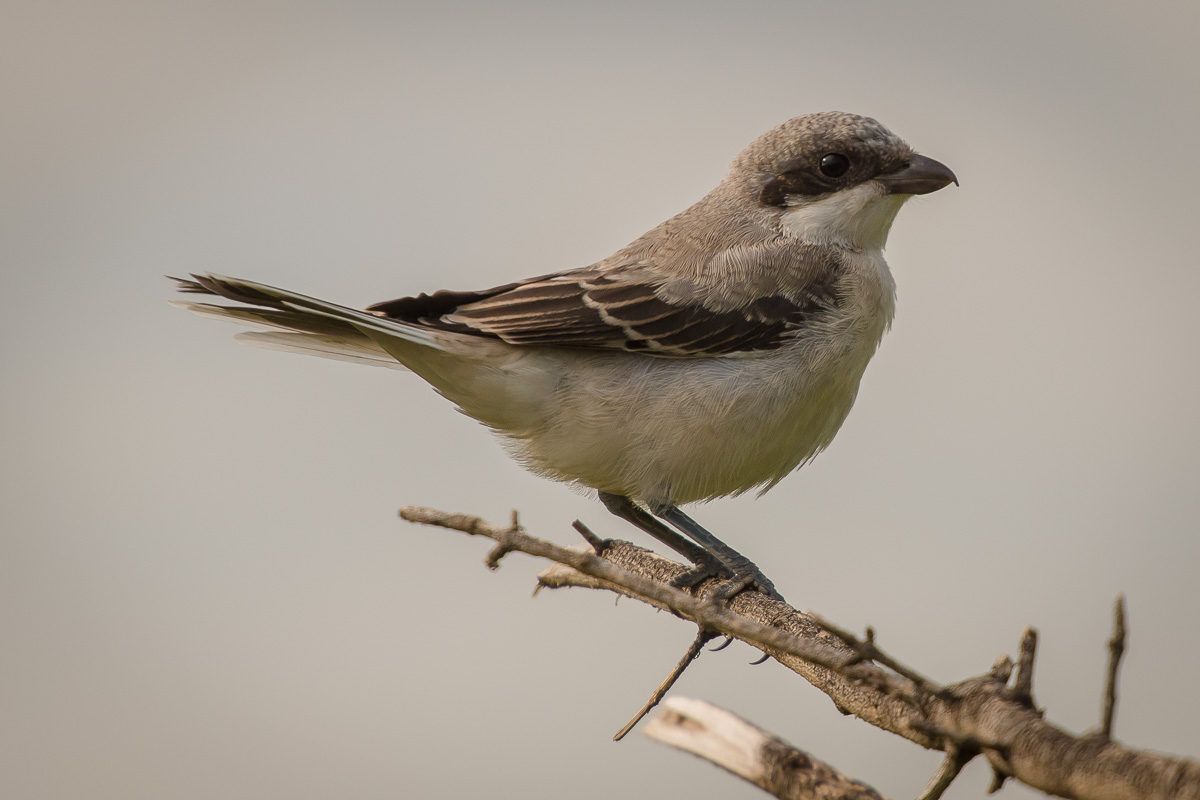
Слеток чернолобого сорокопута

Среднего размера сорокопут с округлой головой, сравнительно коротким хвостом и коротким массивным клювом. По своим размерам занимает промежуточное положение между красноголовым и серым сорокопутами, и значительно крупнее жулана. Длина 21—24 см, размах крыльев 34—39 см, масса около 40—60 г. В окрасе преобладание чёрно-белых тонов, лишь на светлом фоне брюха выделяется розоватый налёт. Верх взрослой птицы, включая темя, светло-серый; горло беловатое, крылья чёрные с белыми «зеркалами», хвост чёрный с белыми каёмками. От кроющих ушей через лоб проходит широкая чёрная полоса — так называемая «маска», которая у самки спереди размыта и имеет буроватый оттенок. Остальные детали оперения у самцов и самок заметных отличий не имеют, разве что окраска последних немного более тусклая. У молодых птиц первого года жизни верх буровато-серый с чешуйчатым рисунком, крылья и «маска» тёмно-бурые (последняя не выражена на лбу), низ лишён розового оттенка.
Полёт волнообразный, слёт — книзу. Длинные и заострённые крылья, которыми обладает чернолобый сорокопут, в общем случае говорят о хороших лётных качествах птицы. Однако данный вид, в отличие от других сорокопутов, в воздухе выглядит довольно неуклюжим и тяжёлым, зачастую трясётся на одном месте, как пустельга. Чаще всего этого сорокопута можно наблюдать сидящим «столбиком» с хвостом, опущенным вниз, на каком-нибудь возвышении — вершине куста, дерева, телеграфного столба и т. п. В таком положении своими очертаниями он отдалённо напоминает снегиря.

### Отличия от схожих видов
В полевых условиях чернолобого сорокопута легче всего спутать с серым и пустынным сорокопутами, имеющими схожую окраску. От обоих видов чернолобый сорокопут отличается меньшими размерами, более компактным телосложением и заметно более коротким, толстым клювом, у которого крючок выражен слабее. Кроме того, у взрослой особи данного вида «маска» полностью захватывает лоб, а часто и переднюю часть темени, в то время как у остальных видов она обычно не поднимается выше основания клюва. Хвост короче и скорее клиновидный, чем округлый, имеет отличный рисунок оперения. Можно обратить внимание, что у сидящей птицы концы крыльев далеко выходят за границы надхвостья. В центральных районах Африки маршруты миграции чернолобого сорокопута частично пересекаются с ареалом местного сероплечего сорокопута, у которого аналогичная широкая «маска». Однако африканский вид значительно крупнее и имеет длинный хвост, нижняя половина которого полностью чёрная.

### Голос
Вокализация включает в себя разнообразные звуки, каждый из которых используется в специфической ситуации — общении в группе, территориальном споре, погоне и др. Среди них выделить грубое щебетание, резкие крики и свисты. Брачная песня сходна с таковой у жулана, но более громкая и мелодичная. Она представляет собой сложную последовательность переборов и трелей; в ней также можно услышить имитацию других птиц, в том числе и некоторых видов сорокопутов, таких как индийского и туркестанского жуланов. По мнению российского орнитолога Евгения Панова, песню можно передать как «чшш…тийю-тию…тийю-тию…чш».

## Распространение

### Гнездовой ареал
Изначальная область распространения описываемой птицы, так же как красноголового и маскированного сорокопутов, не выходила за пределы Средиземноморья. Однако в сравнении с двумя остальными видами чернолобый сорокопут в процессе эволюции приспособился к более прохладному умеренному климату, распространившись гораздо дальше на север и восток. Более того, по некоторым оценкам, расселение вида в восточном направлении продолжается, а западная часть ареала наоборот сокращается и фрагментируется. Начиная с XIX века, птица перестала гнездиться в Бельгии, Люксембурге, Швейцарии, Чехии и Германии и практически исчезла в Австрии.
К настоящему времени наиболее западные поселения этой птицы отмечены в устье Луары и средней Франции, но общая численность популяции в этой стране не превышает нескольких десятков пар. Немного лучше обстоят дела в Италии (1000—2500 пар), однако и там за последнее столетие численность популяции значительно сократилась. Относительно небольшие поселения сорокопута имеются в республиках бывшей Югославии, в Греции и Болгарии. Особняком стоит Румыния — по оценкам международной организации BirdLife International, численность гнездящихся сорокопутов в этой стране составляет 364—857 тыс. пар, что превышает всю оставшуюся европейскую популяцию вместе взятую.
Восточнее северная часть ареала чернолобого сорокопута охватывает почти всю Украину и юг России к востоку до долины Оби севернее Новосибирска и долины Катуни в западной части Алтайских гор. На территории России сорокопут распространён на север до полосы лесостепи и широколиственных лесов включительно, его граница проходит примерно вдоль 54—55° с. ш. — через районы Пскова, Смоленска, Калуги, Рязани, Пензы, Уфы, Тюмени, Омска и Новосибирска.
Южная часть ареала в Азии лежит за пределами России. Сорокопут населяет почти всю Малую Азию, Закавказье, северную Сирию, северный Ирак, горы Загрос в Иране, северо-восточный Афганистан. В Казахстане селится почти повсеместно к востоку до Маркаколя и Зайсана, однако отсутствует на Мангышлаке, Устюрте, в пустыне Бетпак-Дала, Тенгиз-Кургальджинской впадине, Северном Прибалхашье и Казахском мелкосопочнике. Местами селится в республиках Средней Азии, в частности известны поселения на возвышенности Бадхыз в южном Туркменистане. Юго-восточная периферия ареала лежит на северо-западных окраинах Китая к востоку до Тарбагатая, Джунгарского Алатау и города Кульджи.

### Зимовки
Типичная перелётная птица. Несмотря на обширный гнездовой ареал, занимающий пространство от Западной Европы до Центральной Сибири, места зимовок ограничены относительно небольшой территорией на юге Африке, главным образом в пределах пустыни Калахари в Ботсване, а также в прилегающих районах Намибии, южной Анголы, южной Замбии, Малави, южного Мозамбика, Зимбабве и севера ЮАР. Соотношение площадей зимнего и гнездового ареалов согласно Тони Харрису составляет один к пяти, согласно Марку Херремансу один к десяти.

### Места обитания

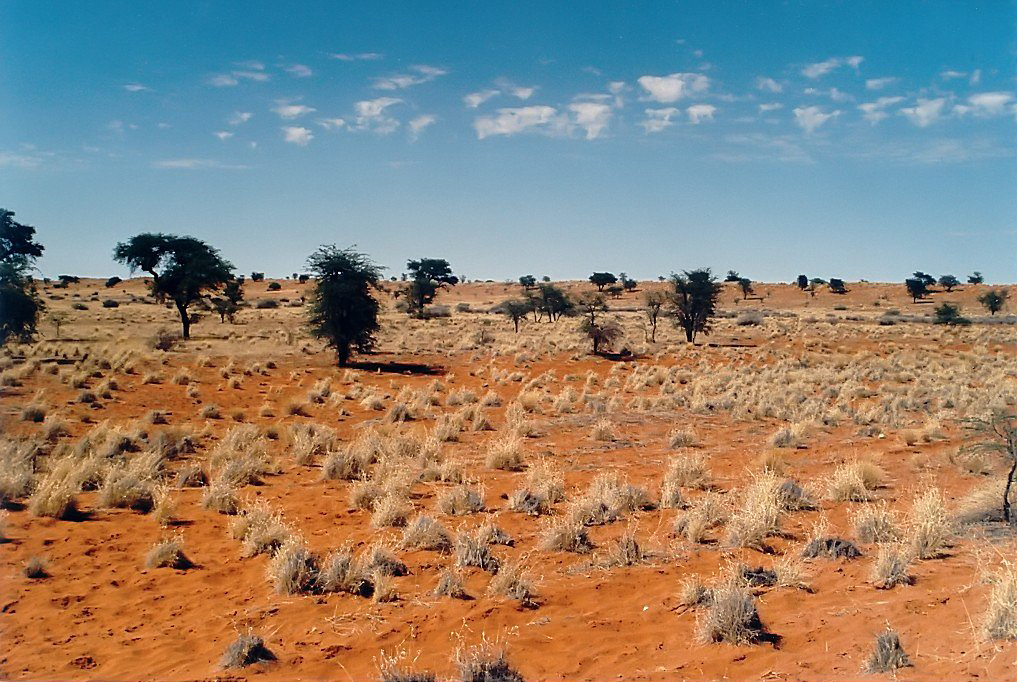
Типичное место обитания чернолобого сорокопута в Калахари

Как и большинство родственных видов, чернолобый сорокопут отдаёт предпочтение мозаичным ландшафтам, где древесная растительность перемежается с открытыми пространствами с низким травостоем либо отсутствием такового. В условиях северного полушария, где гнездится сорокопут, эти места часто связаны с лесостепью, степными лесополосами, лесными опушками. Кроме того, за последние столетия сорокопут стал часто селиться в районах, где девственные леса исчезли или были значительно модифицированы вследствие хозяйственной деятельности человека. В настоящее время птица часто ассоциируется с агреценозами, где имеются редкие древесные насаждения — пастбищами, полями, виноградниками, садами и парками. Ещё в середине 1960-х годов сорокопут охотно селился в пределах достаточно крупных населённых пунктов, таких как Донецк, Алматы и Бишкек.
В сравнении с большинством других обитающих в Европе сорокопутов, чернолобый обычно выбирает более светлые и засушливые биотопы, где зачастую плотность древостоя не превышает всего 5—15 экземпляров на гектар. Кроме того, он часто занимает участки вдоль линий телефонной связи. При этом птица избегает сплошного леса и мест, где деревья полностью заменяет кустарниковая растительность. В Европе, как правило, гнездится не выше 850 м над уровнем моря; в Казахстане и республиках Средней Азии встречается в горных ущельях на высоте до 2200 м над уровнем моря. Такие ущелья, поросшие крупными древовидными можжевельниками (арчой), известны на Угамском, Пскемском и Чаткальском хребтах Западного Тянь-Шаня.
В зимнее время сорокопут заселяет сухие полупустынные ландшафты — акациевые и колючекустарниковые саванны, при этом предпочитает сильно разреженные леса паркового типа с посадками акации, низкорослых кустарников и деревьев. Вид также можно встретить на залежах с молодой акациевой порослью и окраинах пахотных земель, граничащих с насаждениями колючего кустарника и мопане.

## Питание

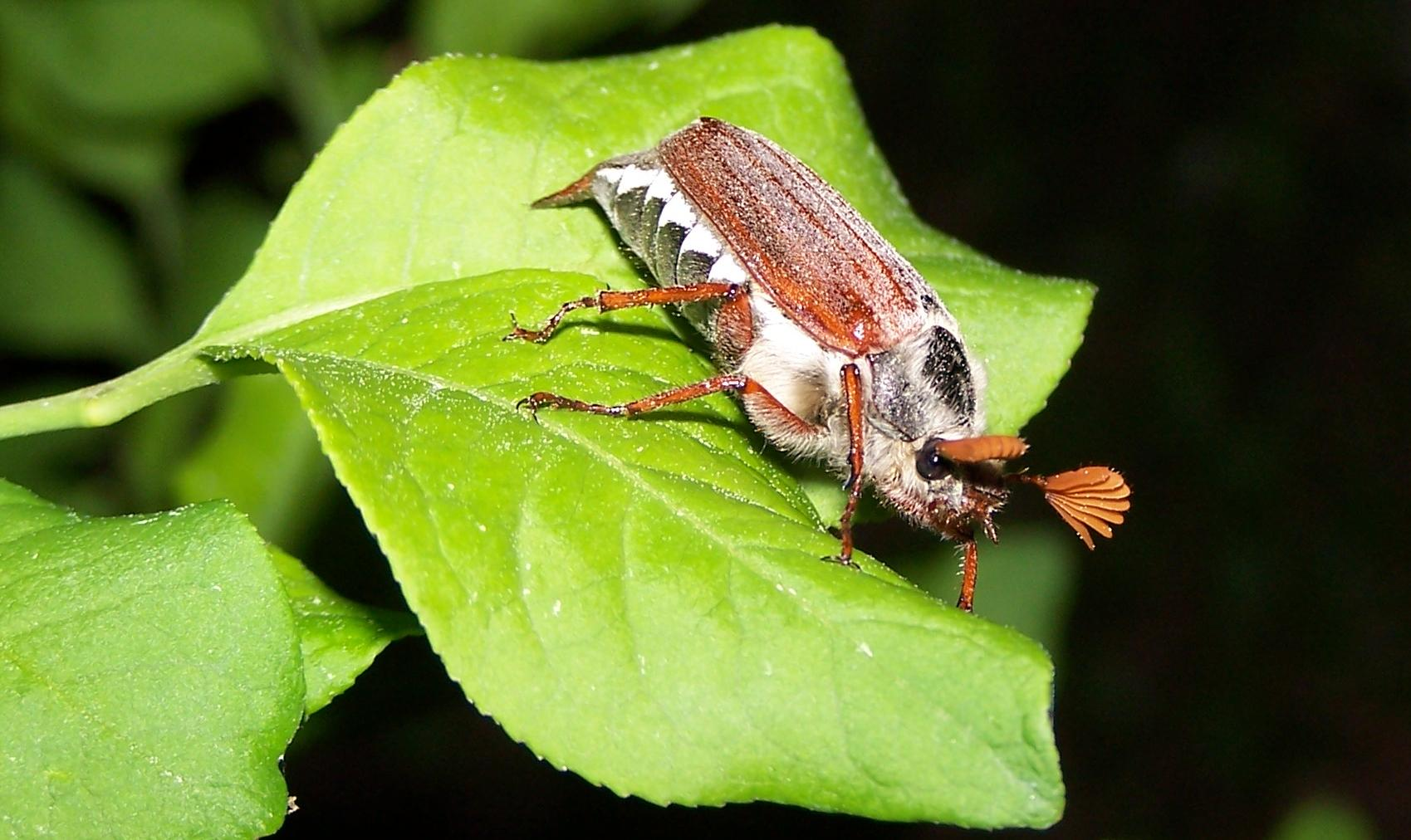
В годы изобилия майские хрущи составляют до 88 % рациона взрослых птиц и 48 % диеты птенцов.

Рацион почти полностью состоит из насекомых, в том числе «несъедобных» для других птиц — обладающих яркой предостерегающей окраской либо выделяющих вещества с резким запахом. Из них особое значение имеют жуки: так, согласно одному исследованию, проведённому в Германии, доля этой группы насекомых в рационе взрослых птиц и птенцов может достигать 97 % от объёма всех кормов. Соотношение употребляемых в пищу видов варьирует в соответствии с доступностью — в годы массового скопления это могут быть майские хрущи (Melolontha melolontha) и садовые хрущики (Psylloperha horticola), а также щелкуны, долгоносики, жуки-могильщики, мертвоеды, пластинчатоусые и пр. На зимовках большую долю кормов составляет пустынная жужелица Anthia thoracica. Пролетая над водой, птицы на лету выхватывают подёнок Palingenia longicauda, образующих роевые скопления. В Бадхызе молодняк выкармливается прямокрылыми (кузнечиками и сверчками). В Центральной Европе размер добычи в большинстве случаев варьирует в пределах от 5 до 20 мм, значительно реже от 20 до 30 мм.
Другие группы насекомых, на которых охотится чернолобый сорокопут — перепончатокрылые (шмели, осы), полужесткокрылые (клопы, цикады), чешуекрылые (бабочки и их гусеницы), кожистокрылые (уховёртки) и двукрылые (мухи). Реже употребляет в пищу пауков, сенокосцев, диплопод, улиток, земляных червей и других беспозвоночных, а также растительные корма — ягоды ежевики и сливы, плоды инжира. Небольшие позвоночные в сравнении с другими сорокопутами занимают очень незначительную долю рациона. Известны нападения сорокопутов на обыкновенную, тёмную и общественную полёвок, прыткую ящерицу, белобрюхую белозубку (Crocidura leucodon), зяблика, черноголового щегла, перепела и мелких видов летучих мышей.
Добычу находит на открытом грунте либо в воздухе, при этом охотится с присады либо на лету. В первом случае птица высматривает добычу, сидя столбиком на каком-либо возвышении с хорошим обзором на высоте от одного до восьми метров от поверхности земли — с верхушки куста, ветки дерева, телефонных и электрических проводов, незаведённой сельскохозяйственной техники. В ненастную погоду кормится в кроне деревьев. В поисках корма птица в состоянии пролететь до 400—500 м; приметив жертву, подолгу зависает на одном месте, порхая, на высоте 2—6 м над землёй. Для большинства сорокопутов характерно накалывание добычи на колючки перед разделкой (благодаря этому они приобрели своё научное название) — такая особенность известна и для чернолобого сорокопута, однако в отличие от других видов он пользуется этим приёмом гораздо реже, предпочитая откусывать маленькие кусочки «из кулака».

## Особенности поведения
Территориальное поведение заметно отличается от такового у большинства других видов сорокопутов. Гнездовые участки не имеют чётко обозначенных границ и зачастую перекрываются с соседними парами, их площадь в зависимости от места обитания варьирует в пределах от 1,9 до 23 га. В большинстве случаев гнездится изолированными парами, но в ряде регионов иногда образует разреженные колонии. Последнее характеризуется достаточно высокой плотностью поселений в пределах небольшой территории, в то время как в точно таких же ландшафтах на небольшом отдалении вид не представлен вовсе. На зимовках сорокопуты также изредка образуют небольшие группы, включающие в себя до 10 особей. Внутривидовая агрессия выражена слабо, что по мнению Харриса свидетельствует о развитой коллективной защите от хищников и часто меняющихся климатических условий. Кроме того, сорокопуты нередко устраивают гнезда в непосредственной близости от гнёзд других птиц, таких как пустельги, кобчика, обыкновенной иволги и рябинника
Территориальность проявляется в начальный период размножения до начала насиживания. На гнездовом участке самцы и самки ведут себя демонстративно, облетая его и помечая голосом. Самец поёт, сидя на возвышении. Полёт может быть как по прямой линии, так и по широкому кругу, порхающий с раскрытым хвостом либо с чередованием постепенного подъёма с ударами крыльев, как у ласточек, и последующим планирующим скольжением вниз на широко расправленных крыльях. В полёте нередко принимают участие обе птицы пары, при этом самец как бы догоняет самку, следуя за ней. Возбуждённая птица медленно вертит хвостом в разные стороны, при территориальной агрессии принимает горизонтальную угрожающую позу, при которой хвост распускается веером, а перья спины становятся дыбом. Между соседями также возможны длительные погони с криком и даже драки, при этом одни самцы ведут себя более миролюбиво, чем другие. По наблюдениям, большинство конфликтов происходит между самцами из-за спора за границы территории и права обладания одной самкой.

## Размножение
Приступает к размножению к концу первого года жизни, по данным Крэмпа и Перринса пары образуются ещё до прибытия на гнездовья. Появляется на местах гнездования достаточно поздно — на юге в первой, на севере во второй половине мая. Наблюдения в Германии в 1950-х годах показали, что в пределах одной местности птицы появляются почти единовременно, после чего в течение от 1 до 5 дней занимают участки. Как минимум, 30 % взрослых птиц возвращается на то же самое дерево, где гнездились годом ранее, сеголетки так же склонны селиться в том же местности, на которой появились на свет сами. В сезон одна кладка; если она по какой-то причине утрачена, то самка меняет гнездовой участок и делает повторную попытку. Процесс ухаживания сопровождается ритмичными поклонами самца, сидящего возле самки, демонстративными полётами, пением и криками в глубине кроны, ритуальным кормлением.

### Гнездо
Гнездо начинает строиться самцом ещё на начальной стадии ухаживания за самкой, затем самка присоединяется к нему и к концу строительства доля труда обеих птиц уравновешивается. Местом расположения гнезда обычно служит боковая развилка ветвей (реже верхушка) на лиственной породе дерева, чаще всего на высоте 7—10 м от поверхности земли. В степной зоне, где высокие деревья отсутствуют, оно расположено, как правило, ниже — на высоте до 2 м. Изредка строит гнездо на вершине куста, хвойном дереве, а также в тростнике — последнее, по всей видимости, связано с внезапной утратой традиционного места гнездования.
Спектр пород деревьев, которые выбирают птицы для постройки гнезда, очень широкий (описывают до 25 видов), однако в каждой области их выбор неравнозначен. В Западной Европе большинство построек расположено на яблонях и грушах (реже на вязах, тополях, ольхах), в Венгрии и Ростовской области России — на белых акациях и гледичии, на юге Туркменистана — на фисташке. Гнездовая постройка массивная, имеет полушаровидную форму. Она полностью сплетена из свежих шелковистых или бархатистых стеблей травянистых растений, отчего в свежем виде выглядит почти целиком светло-зелёной. В качестве материала птицы отдают предпочтение имеющим ароматный запах травам, таким как пупавке, ромашке, первоцвету, бурачку, белой полыни, люцерне, травянистым растениям Pseudohandelia umbellifera, Cousinia schistoptera и др. Перья и другой материал для лотка используется редко. Размеры гнезда: диаметр 118—142 мм, высота 69—120 мм, диаметр лотка 90—101 мм, глубина лотка 45—52 мм.

### Насиживание и выведение потомства

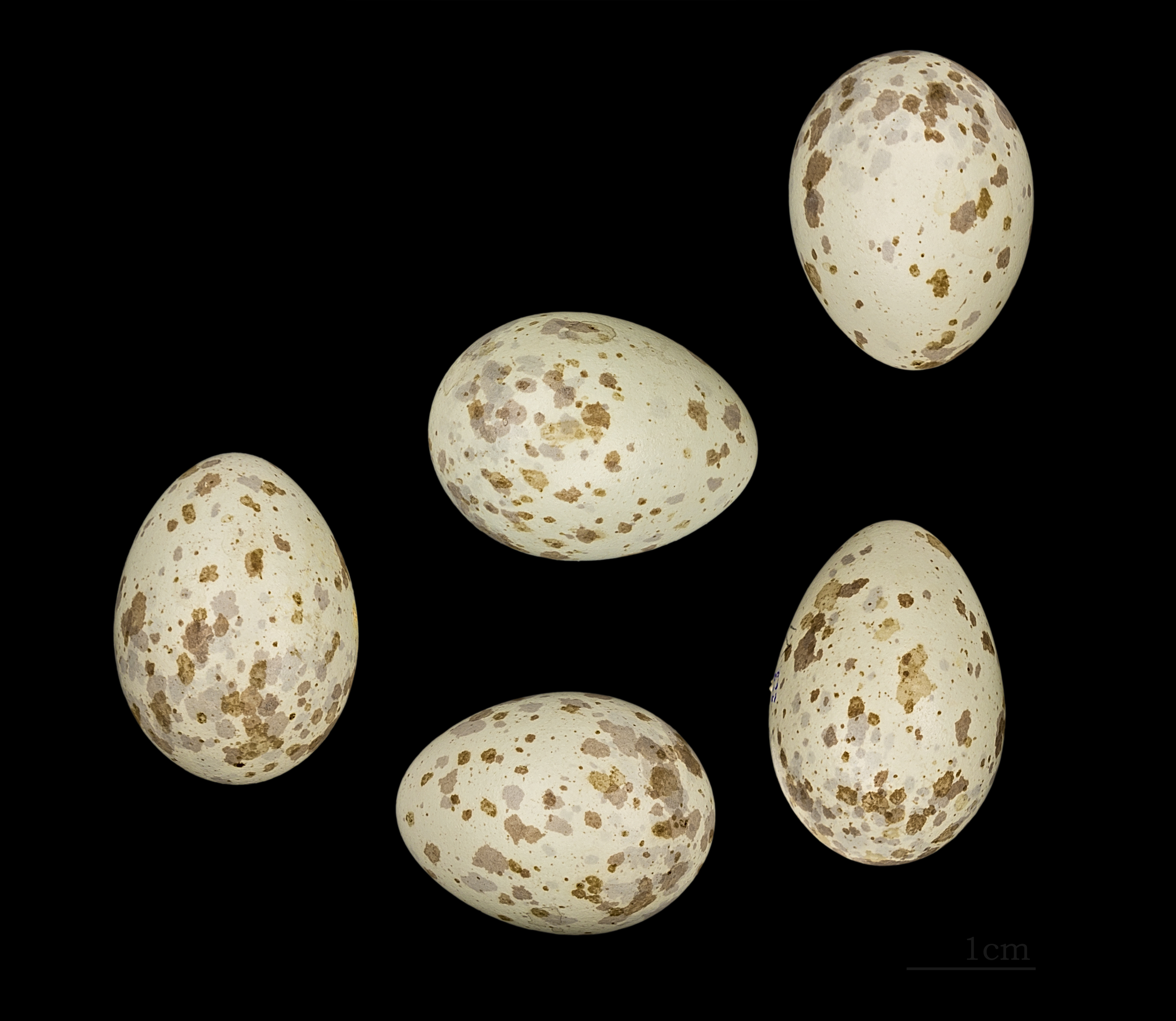
Lanius minor

В кладке 4—9, чаще 5—7 яиц. Скорлупа слегка блестит, фоновая окраска светлая — обычно зеленовато-голубоватая, но также бывает зеленовато-сероватой или бледно-зеленоватой, изредка кремовой или коричневато-жёлтой. По поверхности яйца ближе к тупому концу разбросаны оливковые, бурые или серовато-зелёные поверхностные пятнышки. Размеры яиц: (21—29) х (16—21) мм. Насиживает исключительно или преимущественно самка, начиная с 3—5 яйца. Основная роль самца в этот период заключается в добывании корма, который он приносит в гнездо. Период насиживания составляет 14—16 суток.
Только что появившиеся на свет птенцы слепые, однако в отличие от большинства других сорокопутов не полностью голые — отдельные белые пушинки развиты по бокам брюха и в районе копчика. Зев светло-оранжевый, без пятен. Первые несколько дней самка безотлучно находится в гнезде, обогревая потомство, в то время как самец добывает корм для всего семейства. Позднее самка также покидает гнездо и отправляется на поиски корма. На пятый день у птенцов развиваются первые признаки оперения, а в возрасте 16—18 дней они уже становятся на крыло. Лётные птенцы не вполне самостоятельны и ещё долгое время подкармливаются родителями. Иногда выводок разбивается на две части, первая из которых следует за самцом, а оставшаяся за самкой. Полное рассеивание происходит, как минимум, через 8 недель.
Максимально известный возраст в Европе — 6 лет — был зарегистрирован в Словакии.